# Distrikt Atavillos Alto
Der Distrikt Atavillos Alto liegt in der Provinz Huaral in der Region Lima in Peru. Der Distrikt wurde am 12. Februar 1821 gegründet. Er besitzt eine Fläche von 345 km². Beim Zensus 2017 wurden 751 Einwohner gezählt. Im Jahr 1993 lag die Einwohnerzahl bei 1718, im Jahr 2007 bei 976. Verwaltungssitz ist die 3255 m hoch gelegene Ortschaft Pirca (oder San Pedro de Pirca) mit 462 Einwohnern (Stand 2017). Pirca liegt knapp 67 km ostnordöstlich der Provinzhauptstadt Huaral.

## Geographische Lage
Der Distrikt Atavillos Alto liegt in der peruanischen Westkordillere im südlichen Osten der Provinz Huaral. Begrenzt wird der Distrikt im Norden durch den Río Chancay sowie dessen linken Nebenfluss Río Baños. Entlang der östlichen Distriktgrenze verläuft der Hauptkamm der Westkordillere mit der kontinentalen Wasserscheide. Dort erhebt sich der 5359 m hohe Nevado Alcay.
Der Distrikt Atavillos Alto grenzt im Südwesten an die Distrikte Atavillos Bajo und San Miguel de Acos, im Norden an die Distrikte Pacaraos und Santa Cruz de Andamarca, im Osten an die Distrikte Santa Bárbara de Carhuacayán und Marcapomacocha (beide in der Provinz Yauli) sowie im Süden an die Distrikte Huaros und San Buenaventura (beide in der Provinz Canta).